# フェルダタール
フェルダタール (ドイツ語: Feldatal) は、ドイツ連邦共和国ヘッセン州中央部フォーゲルスベルク郡の町村（以下、本項では便宜上「町」と記述する）である。

## 地理

### 位置
この町は、フォーゲルスベルク山地の北斜面、285 m から 598 m に位置する。町内をフェルダ川が流れる。この川はゲミュンデン (フェルダ)付近でオーム川に合流する。

### 隣接する市町村
フェルダタールは、北はロムロート、北東はシュヴァルムタール、東はラウタータール、南はウルリヒシュタイン、南西はミュッケ、北西はゲミュンデン (フェルダ)と境を接している。

### 自治体の構成
この町は、エルメンロート、グロース＝フェルダ（シェルハウゼン集落を含む）、ケストリヒ、ケディンゲン、シュトゥンペルテンロート、ヴィントハウゼン、ツァイルバッハの各地区からなる。

## 歴史
フェルダタールは、市町村再編に伴って 1972年に上記の 7 町村が合併して新たに設けられた自治体である。

## 行政

### 議会
フェルダタールの町議会は、15議席からなる。

### 首長
2018年2月25日の町長選挙で無所属候補のレオポルト・バッハが 81.7 % の支持票を得て新しい町長に選出された。

### 紋章
図柄は、金地に青い冠を被った若い女性の顔を持つ赤い鷲。胸に小さな盾を掲げている。小盾は銀地で、斜めに配された青いハンマー。その上下には逆対角線上にそれぞれ 2 本ずつの青い釘。
内部の小盾は、20世紀初めまでこの町で行われていた昔の釘作りの鍛冶の手工業を示している。青い冠を被った若い女性の顔を持つ赤い鷲は、中世にこの地域を領し、やがて消滅した貴族家フォン・メルラウ家の紋章に由来する。

## 文化と見所

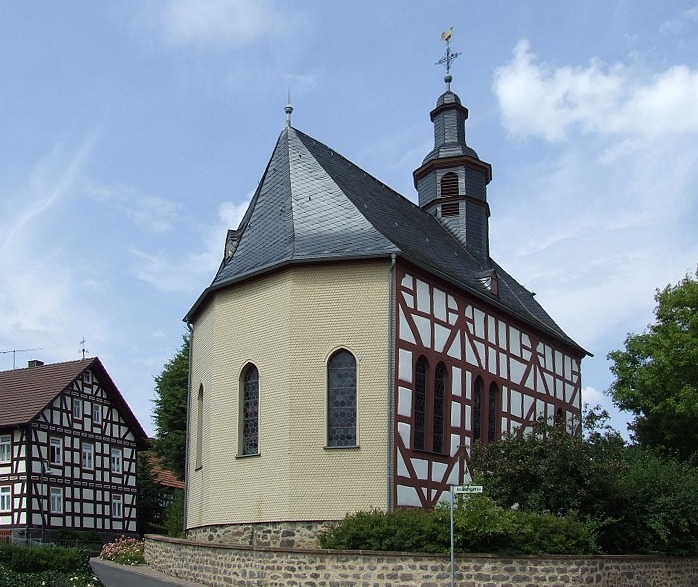
シュトゥンペルテンロートの木組み教会

### 建築
- エルメンロートの木組みの教会
- シュトゥンペルテンロートのヘッセン最大の木組み教会。この教会は1696年にバロック様式で建設された。この教会には屋根の上に小塔があり、その中に3基の鐘楼が収められている。教会内のオルガンは、1840年に製作された。
- ツァイルバッハの教会。1668年建造。こけら葺き。
- ケストリヒの木組み教会とそのすぐ横にある旧シナゴーグおよびユダヤ人学校
- ユダヤ人墓地（ケストリヒ）
- 現在も機能を有している水車。たとえば、グロース＝フェルダのヴォルフェン水車、ツァイルバッハのブルクス水車、エルメンロートのヘレン水車。

### 年中行事
- フェルダタールの水車祭
- 復活祭のマーケット
- クリスマスマーケット
- 伝統的なキルメス[注 1]（通常、11月の第1週末）
- シュテルネンヴェルト・フォーゲルスベルク（フォーゲルスベルクの星の世界）
- 謝肉祭
- フェルダタール文化の夜
- 旧シナゴーグでの講演、朗読会、コンサート

この他、60のサークルや協会が行う多彩な催しが年中開催されている。

## 経済と社会資本

### 交通
町内を連邦道 B49号線が通っている。